# Psapharochrus purulensis
Psapharochrus purulensis là một loài bọ cánh cứng trong họ Cerambycidae.